# Ярохув
Ярохув (пол. Jarochów) — село в Польщі, у гміні Дашина Ленчицького повіту Лодзинського воєводства.
Населення — 130 осіб (2011).
У 1975—1998 роках село належало до Плоцького воєводства.

## Демографія
Демографічна структура станом на 31 березня 2011 року:
|          | Загалом | Допрацездатний вік | Працездатний вік | Постпрацездатний вік |
| -------- | ------- | ------------------ | ---------------- | -------------------- |
| Чоловіки | 60      | 8                  | 42               | 10                   |
| Жінки    | 70      | 10                 | 33               | 27                   |
| Разом    | 130     | 18                 | 75               | 37                   |